# Bathildis zu Schaumburg-Lippe

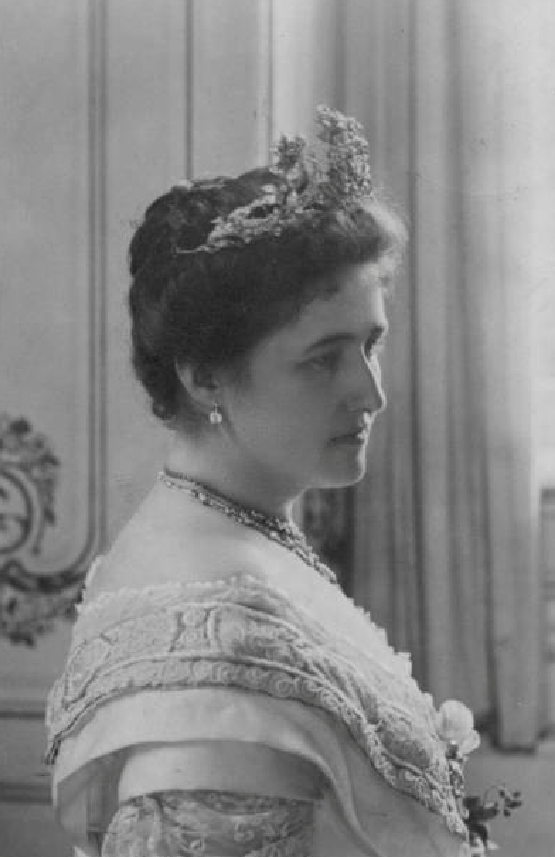
Bathildis zu Schaumburg-Lippe (um 1910)

Bathildis Marie Leopoldine Anna Auguste zu Schaumburg-Lippe (* 21. Mai 1873 in Ratiborschitz, tschechisch Ratibořice Böhmen; † 6. April 1962 in Arolsen) war eine Tochter des Prinzen Wilhelm zu Schaumburg-Lippe und die Ehefrau des Fürsten Friedrich von Waldeck und Pyrmont.

## Biografie
Bathildis wurde auf Schloss Ratibořice als sechstes Kind und zweite Tochter des Prinzen Wilhelm zu Schaumburg-Lippe (1834–1906) und der Prinzessin Bathildis von Anhalt-Dessau (1837–1902), der zweiten Tochter des Prinzen Friedrich August von Anhalt-Dessau, geboren.

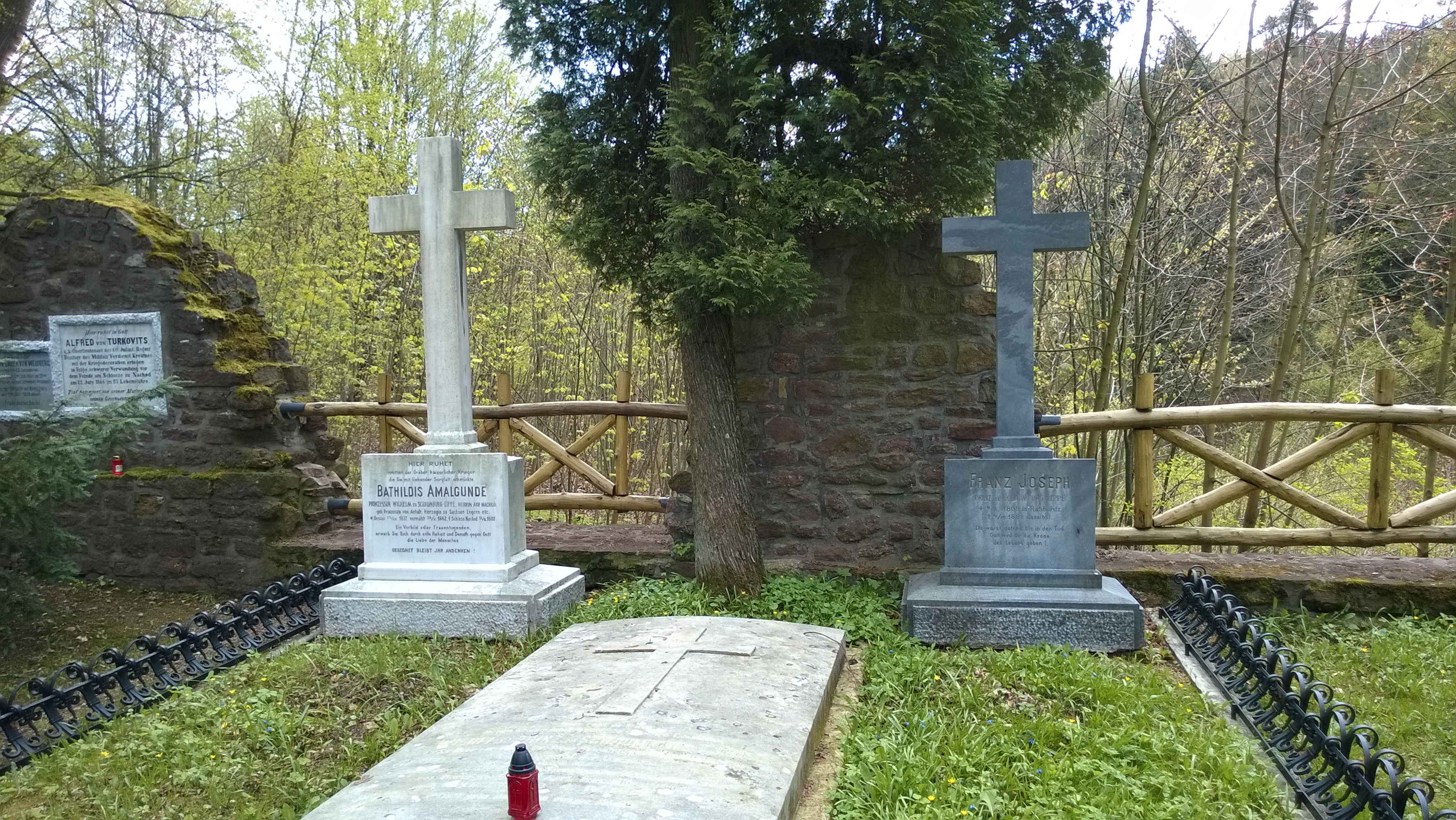
Friedhof am weißen Kreuz in Náchod mit Gräbern der Besitzer von Schloss Náchod

Sie heiratete am 9. August 1895 in Nachod Friedrich von Waldeck und Pyrmont (1865–1946) und zog mit ihm auf Schloss Arolsen. Das Paar hatte vier Kinder:
- Josias (1896–1967) ⚭ 1922 Altburg Herzogin von Oldenburg
- Max (1898–1981) ⚭ 1929 Gustava Gräfin von Platen Hallermund
- Helene (1899–1948) ⚭ 1921 Erbgroßherzog Nikolaus von Oldenburg
- Georg Wilhelm (1902–1971) ⚭ 1932 Ingeborg Gräfin von Platen Hallermund

Bathildis ist bestattet auf dem  Friedhof am weißen Kreuz beim Schloss Náchod. Sie gründete 1905 auf Initiative ihres Schlosspredigers Karl Knoll einen Hilfsverein für behinderte Kinder. Daraus ging 1912 das Bathildisheim in Arolsen hervor. In Bad Pyrmont ist eine Straße nach ihr benannt.